# بيلي جونسون (لاعب كرة قدم)
بيلي جونسون (بالإنجليزية: Billy Johnson)‏ هو لاعب كرة قدم بريطاني، ولد في 25 سبتمبر 1999.